# 石井洋二郎
石井 洋二郎（いしい ようじろう、1951年7月24日 - ）は、日本の文学研究者、フランス文学者。
東京大学名誉教授。

## 経歴
出生から修学期
1951年、東京都で生まれた。東京教育大学附属駒場高等学校で学び、1970年に卒業。同年、東京大学文科一類に入学。1975年、東京大学法学部第2類（公法コース）を卒業。パリ第4大学修士課程に留学し、1978年に修了。1980年、東京大学大学院人文科学研究科修士課程を修了。
フランス文学研究者として
1980年、東京大学教養学部助手に採用された。1982年、京都大学教養部助教授に就いた。1987年、東京大学教養学部助教授に転じた。1994年に同大学教授に昇任。2009年4月、学位論文『ロートレアモン 越境と創造』を東京大学に提出して学術博士の学位を取得。2012年からは東京大学副学長を務めた。
東京大学教養学部長として2015年3月に述べた学位記授与式の式辞はネット時代の情報のあり方に警鐘を鳴らすものとして話題を集めた。
2017年、東京大学を定年退職し、名誉教授となった。2019年、中部大学教授に就任。2022年に退任し、特任教授。 学界では、2017年より日本フランス語フランス文学会会長。
学内役職・委員ほか
- 東京大学駒場図書館長(2007年-)
- 東京大学大学院総合文化研究科副研究科長(2010年～)
- 東京大学大学院総合文化研究科長
- 東京大学教養学部副学部長(2010年～2013年)
- 東京大学教養学部長(2013年～)
- 東京大学評議員(2011年～)
- 東京大学副学長(2012年～)
- 東京大学理事(2015年～2019年)
- 中部大学大学院国際人間学研究科長(2019年)
- 中部大学創造的リベラルアーツセンター長(2021年)

## 受賞・栄典
- 1991年： ブルデュー『ディスタンクシオン』の翻訳により渋沢・クローデル賞を受賞
- 2001年：『ロートレアモン イジドール・デュカス全集』で日本翻訳出版文化賞および日仏翻訳文学賞を受賞
- 2009年：『ロートレアモン 越境と創造』で芸術選奨文部科学大臣賞受賞

## 研究内容・業績
19世紀フランスの詩人ロートレアモンの専門家。他に社会学者ピエール・ブルデューの紹介などでも知られる。

## 家族・親族
- 父：石井多加三は元郵政事務次官（1975 - 1977）。KDD社長・会長。

## 著作

### 著書
- 『時事フランス語の入門』白水社 1988
- 『フランス文法要説』朝日出版社 1992
- 『差異と欲望 ブルデュー『ディスタンクシオン』を読む』藤原書店 1993
- 『パリ 都市の記憶を探る』ちくま新書 1997
- 『身体小説論 漱石・谷崎・太宰』藤原書店 1998
- 『文学の思考 サント＝ブーヴからブルデューまで』東京大学出版会 2000
- 『21世紀への時事フランス語』白水社 2001
- 『美の思索 生きられた時空への旅』新書館 2004
- 『新フランス文法要説』朝日出版社 2005
- 『メディアのフランス語入門 ル・モンドからインターネットまで』白水社 2005
- 『毒書案内 人生を狂わせる読んではいけない本』飛鳥新社 2005
- 『ロートレアモン 越境と創造』筑摩書房 2008
- 『科学から空想へ よみがえるフーリエ』藤原書店 2009
- 『異郷の誘惑 旅するフランス作家たち』東京大学出版会 2009
- 『フランス的思考 野生の思考者たちの系譜』中公新書 2010
- 『告白的読書論』中公文庫 2013
- 『大人になるためのリベラルアーツ：思考演習12題』藤垣裕子共著、東京大学出版会 2016
- 『時代を「写した」男 ナダール 1820 - 1910』藤原書店 2017
- 『続 大人になるためのリベラルアーツ：思考演習12題』藤垣裕子共著、東京大学出版会 2019
- 『危機に立つ東大 入試制度改革をめぐる葛藤と迷走』ちくま新書 2020
- 『ブルデュー『ディスタンクシオン』講義』藤原書店 2020
- 『東京大学の式辞 歴代総長の贈る言葉』新潮新書 2023
- 『教養の鍛錬　日本の名著を読みなおす』集英社新書 2024

### 編著書
- 『文化の権力 反射するブルデュー』宮島喬共編、藤原書店 2003
- 『フランス文学』渡邊守章・柏倉康夫共編著、放送大学教育振興会 2003
- 『フランスとその〈外部〉』工藤庸子共編、東京大学出版会 2004
- 『21世紀のリベラルアーツ』藤垣裕子・國分功一郎・隠岐さや香共編、水声社） 2020
- 『リベラルアーツと外国語』鳥飼玖美子・小倉紀蔵・ロバート・キャンベル共編、水声社 2022
- 『リベラルアーツと自然科学』大栗博司・長谷川眞理子, 下條信輔共編、水声社 2023
- 『リベラルアーツと民主主義』宇野重規・重田園江, 國分功一郎ほか共編、水声社 2024

### 訳書
- 『パトリック・デュポン エトワールの情熱』ジャン＝ピエール・パストリ（フランス語版）著、新書館 1986
- 『パリ・オペラ座のエトワール』ジェラール・マノニ（フランス語版）, ピエール・ジュオー著、石井啓子共訳、新書館 1986
- 『カニングハム 動き・リズム・空間』ジャックリーヌ・レッシャーヴ著、新書館 1987
- 『近代人の誕生：フランス民衆社会と習俗の文明化』ロベール・ミュシャンブレッド（英語版）著、筑摩書房 1992
- 『マリウス・プティパ自伝』新書館 1993
- 『人喰いの村』アラン・コルバン著、石井啓子共訳、藤原書店 1997
- 『マノン』アベ・プレヴォ著、石井啓子共訳、新書館 1998
- 『ロートレアモン全集』イジドール・デュカス著、筑摩書房 2001
- 文庫化 ちくま文庫 2005
- 『星の王子さま』サン＝テグジュペリ著、ちくま文庫 2005
- 『小説の準備』(ロラン・バルト講義集成 3) 筑摩書房 2006
- 『モイラ』ジュリアン・グリーン著、岩波文庫 2023
- 『ロートレアモンとサド』モーリス・ブランショ、水声社 2023

ピエール・ブルデュー関係
- 『ディスタンクシオン』(社会的判断力批判 1) ピエール・ブルデュー著、新評論 1989
  - 藤原書店 1990/新版 2020
- 『ディスタンクシオン』(社会的判断力批判 2) ピエール・ブルデュー著、藤原書店 1990
  - 新版 2020
- 『芸術の規則』(1-2) ピエール・ブルデュー著、藤原書店 1995-1996
- 『遺産相続者たち』 ピエール・ブルデュー著、監訳、藤原書店 1997
- 『実践理性 行動の理論について』ピエール・ブルデュー著、加藤晴久・三浦信孝・安田尚共訳、藤原書店 2007

## 参考
- researchmap